# Tosa (Han)

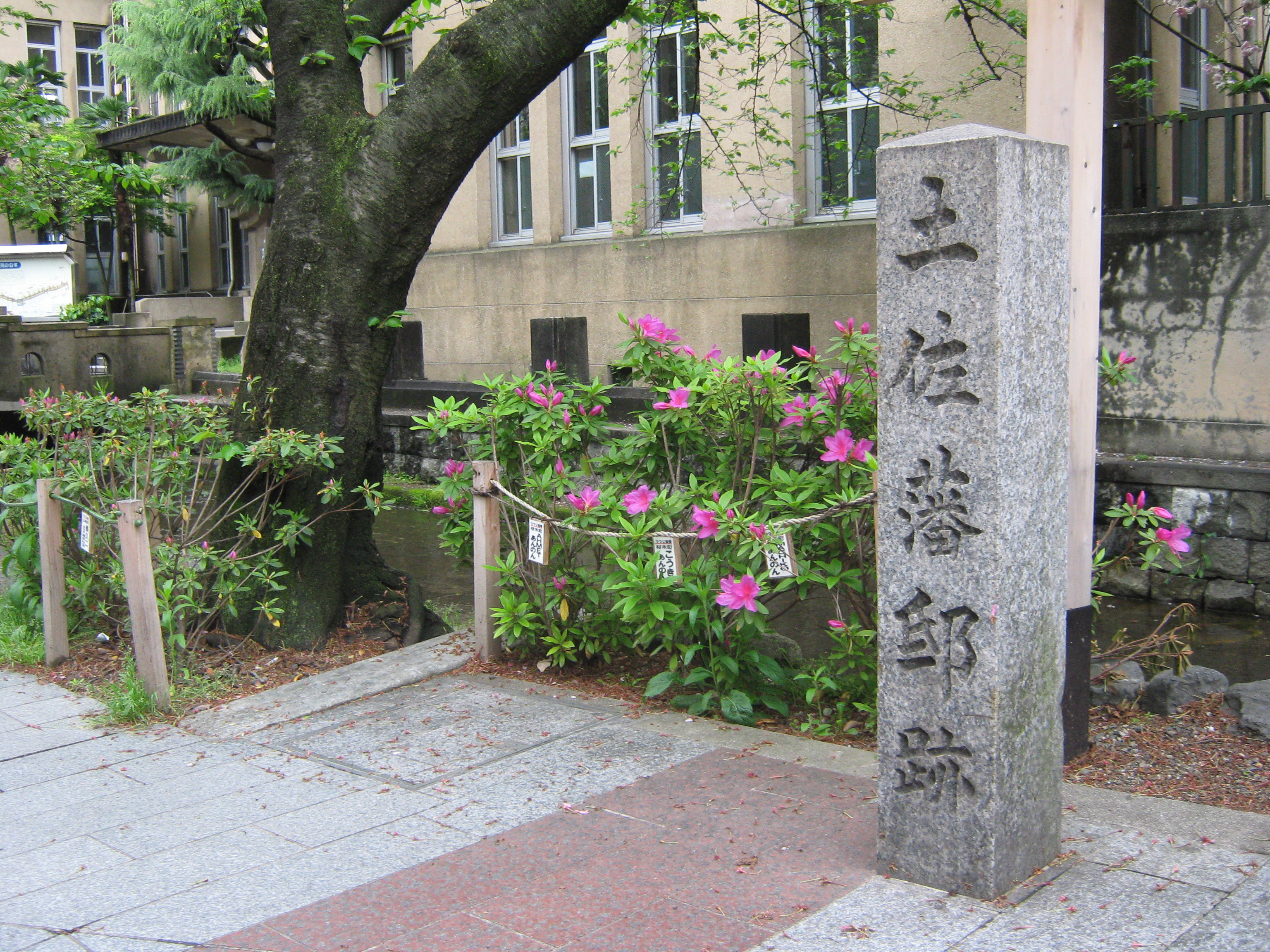
Erinnerung an den Ort der Tosa-Residenz in Kyōto

Tosa (japanisch 土佐藩 Tosa-han), zum Ende offiziell Kōchi (高知藩 Kōchi-han), war während der Edo-Zeit in Japan ein Han, ein Lehen größer als 10.000 koku Nominaleinkommen, dessen Herrscher somit den Status von daimyō („Fürsten“) hatten. Es hatte seinen Sitz auf der Burg Kōchi in der Stadt Kōchi. Sein Gebiet umfasste praktisch die gesamte antike Provinz Tosa. Nach der Meiji-Restauration wurde 1871 bei der Umwandlung von han in ken aus dem Kōchi-han die Kōchi-ken, die Präfektur Kōchi.

## Frühe Geschichte
Tosa war eine der rund 70 Provinzen, die im 7. Jahrhundert unter der kaiserlichen Regierung eingerichtet waren. Sie nahm die Südhälfte der Insel Shikoku ein. Über längere Zeit regierten dort die Hosokawa, bis sie zwischen 1470 und 1573 von den Tosa-Ichijō (土佐一条氏, -shi), einer Seitenlinie der hochadligen Ichijō, beherrscht wurde. Deren letztes Familienoberhaupt Ichijō Kanesada (1543–85) verlor nach 1568 Land und Macht an seinen Vasallen Chōsokabe Motochika. Dessen Herrschaft wurde wiederum durch den Feldzug Toyotomi Hideyoshis 1585 vernichtet.

## Edo-Zeit
Von 1600 bis zu Abschaffung der Han 1871 regierten die Yamanouchi auf der Burg Kōchi über Tosa.
1. Yamanouchi Kazutoyo (山内 一豊; 1546–1605) kämpfte auf der Seite Tokugawa Ieyasus, der ihm dafür im Jahre 1600 Tosa als Lehen mit einem beträchtlichen Einkommen von 242.000 Koku übertrug. Trotzdem gehörte er zu den Tozama-Daimyō, also zu denen, die von der Mitwirkung im Shogunat ausgeschlossen waren. Ihm folgten
2. Tadayoshi (忠義; 1592–1660)
3. Tadatoyo (忠豊; 1609–1669)
4. Toyomasa (豊昌; 1641–1700)
5. Toyofusa (豊房; 1772–1706)
6. Toyotaka (豊隆; 1673–1720)
7. Toyotsune (豊常; 1711–1725)
8. Toyonobu (豊敷; 1712–1768)
9. Toyochika (豊雍; 1750–1789)
10. Toyokazu (豊策; 1773–1825)
11. Toyooki (豊興; 1793–1809)
12. Toyosuke (豊資; 1794–1872)
13. Toyoteru (豊熈; 1815–1848)
14. Toyoatsu (豊惇; 1824–1848)
15. Yōdō bzw. Toyoshige (1827–1872) nahm eine führende Rolle beim Sturz des Shogunats ein und gehörte zu den „Vier starken Fürsten des Bakumatsu“ (幕末の四賢侯, Bakumatsu no Shikenkō).[A 1] Er war der Erste, der auf Anregung von Gotō Shōjirō an den Shogun schrieb, er möge zurücktreten und das Land wieder dem Tennō überlassen. Yōdō bekleidete verschiedene Ämter in der neuen Regierung nach der Meiji-Restauration 1868.

## Bekannte Gefolgsleute
- Yoshida Tōyō, (1816–1862)
- Sakamoto Ryōma, (1836–1867)
- Itagaki Taisuke, (1837–1919)
- Gotō Shōjirō, (1838–1897)
- Nakae Chōmin, (1847–1901)